# Криниці (Росія)
Крини́ці (рос. Криницы) — селище у складі Ташлинського району Оренбурзької області, Росія.
Стара назва — Криниця.

## Населення
Населення — 88 осіб (2010; 117 у 2002).
Національний склад (станом на 2002 рік):
- росіяни — 72 %